# Oranjestad, Sint Eustatius
Oranjestad là một thị trấn nhỏ với gần 1.000 cư dân, và là thủ phủ của Sint Eustatius, một hòn đảo của Hà Lan ở vùng Caribe. Oranjestad là một thị trấn hấp dẫn và mang tính lịch sử. Có thể chia thị trấn thành hai phần chính, phần thấp dọc theo bờ sông gắn với thời kỳ thực dân đổ nát, bãi biển đẹp nhất hòn đảo này và bến cảng, và phần trên là trung tâm thương mại và dân cư.

## Khí hậu
| Dữ liệu khí hậu của Oranjestad, Sint Eustatius | Dữ liệu khí hậu của Oranjestad, Sint Eustatius | Dữ liệu khí hậu của Oranjestad, Sint Eustatius | Dữ liệu khí hậu của Oranjestad, Sint Eustatius | Dữ liệu khí hậu của Oranjestad, Sint Eustatius | Dữ liệu khí hậu của Oranjestad, Sint Eustatius | Dữ liệu khí hậu của Oranjestad, Sint Eustatius | Dữ liệu khí hậu của Oranjestad, Sint Eustatius | Dữ liệu khí hậu của Oranjestad, Sint Eustatius | Dữ liệu khí hậu của Oranjestad, Sint Eustatius | Dữ liệu khí hậu của Oranjestad, Sint Eustatius | Dữ liệu khí hậu của Oranjestad, Sint Eustatius | Dữ liệu khí hậu của Oranjestad, Sint Eustatius | Dữ liệu khí hậu của Oranjestad, Sint Eustatius |
| Tháng                                          | 1                                              | 2                                              | 3                                              | 4                                              | 5                                              | 6                                              | 7                                              | 8                                              | 9                                              | 10                                             | 11                                             | 12                                             | Năm                                            |
| ---------------------------------------------- | ---------------------------------------------- | ---------------------------------------------- | ---------------------------------------------- | ---------------------------------------------- | ---------------------------------------------- | ---------------------------------------------- | ---------------------------------------------- | ---------------------------------------------- | ---------------------------------------------- | ---------------------------------------------- | ---------------------------------------------- | ---------------------------------------------- | ---------------------------------------------- |
| Cao kỉ lục °C (°F)                             | 31.0 (87.8)                                    | 31.3 (88.3)                                    | 31.7 (89.1)                                    | 33.1 (91.6)                                    | 32.9 (91.2)                                    | 33.5 (92.3)                                    | 33.6 (92.5)                                    | 33.9 (93.0)                                    | 33.7 (92.7)                                    | 34.3 (93.7)                                    | 33.5 (92.3)                                    | 31.4 (88.5)                                    | 34.3 (93.7)                                    |
| Trung bình ngày tối đa °C (°F)                 | 28.3 (82.9)                                    | 28.4 (83.1)                                    | 28.8 (83.8)                                    | 29.4 (84.9)                                    | 30.1 (86.2)                                    | 30.8 (87.4)                                    | 31.1 (88.0)                                    | 31.2 (88.2)                                    | 31.0 (87.8)                                    | 30.6 (87.1)                                    | 29.8 (85.6)                                    | 28.7 (83.7)                                    | 29.9 (85.7)                                    |
| Trung bình ngày °C (°F)                        | 25.3 (77.5)                                    | 25.2 (77.4)                                    | 25.5 (77.9)                                    | 26.2 (79.2)                                    | 27.1 (80.8)                                    | 27.9 (82.2)                                    | 28.0 (82.4)                                    | 28.1 (82.6)                                    | 27.9 (82.2)                                    | 27.4 (81.3)                                    | 26.6 (79.9)                                    | 25.5 (77.9)                                    | 26.7 (80.1)                                    |
| Tối thiểu trung bình ngày °C (°F)              | 22.5 (72.5)                                    | 22.3 (72.1)                                    | 22.7 (72.9)                                    | 23.3 (73.9)                                    | 24.1 (75.4)                                    | 25.0 (77.0)                                    | 24.9 (76.8)                                    | 25.0 (77.0)                                    | 24.7 (76.5)                                    | 24.4 (75.9)                                    | 23.7 (74.7)                                    | 23.1 (73.6)                                    | 23.8 (74.9)                                    |
| Thấp kỉ lục °C (°F)                            | 19.0 (66.2)                                    | 18.9 (66.0)                                    | 18.4 (65.1)                                    | 19.4 (66.9)                                    | 19.1 (66.4)                                    | 21.6 (70.9)                                    | 21.0 (69.8)                                    | 21.0 (69.8)                                    | 21.0 (69.8)                                    | 18.8 (65.8)                                    | 19.3 (66.7)                                    | 18.7 (65.7)                                    | 18.4 (65.1)                                    |
| Lượng mưa trung bình mm (inches)               | 52.0 (2.05)                                    | 50.5 (1.99)                                    | 48.8 (1.92)                                    | 55.7 (2.19)                                    | 87.1 (3.43)                                    | 60.6 (2.39)                                    | 74.1 (2.92)                                    | 106.9 (4.21)                                   | 123.2 (4.85)                                   | 106.5 (4.19)                                   | 128.6 (5.06)                                   | 74.6 (2.94)                                    | 985.8 (38.81)                                  |
| Số ngày mưa trung bình (≥ 1.0 mm)              | 11.1                                           | 8.9                                            | 7.6                                            | 7.4                                            | 9.5                                            | 7.4                                            | 11.2                                           | 12.1                                           | 12.2                                           | 11.2                                           | 13.3                                           | 12.6                                           | 125.4                                          |
| Nguồn: Meteo Curacao                           |                                                |                                                |                                                |                                                |                                                |                                                |                                                |                                                |                                                |                                                |                                                |                                                |                                                |